# Leucoptera nieukerkeni
Leucoptera nieukerkeni is een vlinder uit de familie sneeuwmotten (Lyonetiidae). De wetenschappelijke naam is voor het eerst geldig gepubliceerd in 1994 door Mey.
De soort komt voor in Europa.